# Greg Gutfeld
Gregory John Gutfeld, dit Greg Gutfeld, né le 12 septembre 1964 à San Mateo (Californie), est un éditorialiste, écrivain, producteur et animateur de télévision américain. Diplômé de l'université de Californie à Berkeley, il se décrit comme libertarien et irreligieux. Il anime l'émission The Greg Gutfeld Show (renommée Gutfeld! en 2021) sur Fox News Channel depuis 2015, ainsi que Red Eye w/ Greg Gutfeld auparavant à partir de 2007. 

## Publications
- The Scorecard : The Official Point System for Keeping Score in the Relationship Game, Henry Holt and Company, 1997, 192 p. (ISBN 978-0-8050-5450-7, lire en ligne), p. 182
- The Scorecard at Work : The Official Point System for Keeping Score on the Job, Henry Holt and Company, 1999, 160 p. (ISBN 978-0-8050-5865-9, lire en ligne), p. 160
- Lessons from the Land of Pork Scratchings, Simon & Schuster, 2008, 239 p. (ISBN 978-1-84737-066-2, lire en ligne), p. 224
- The Bible of Unspeakable Truths, Grand Central Publishing, 2010 (ISBN 978-0-446-55230-1, lire en ligne), p. 304
- The Joy of Hate : How to Triumph over Whiners in the Age of Phony Outrage, New York, Crown Forum, 2012, 226 p. (ISBN 978-0-307-98696-2, lire en ligne), p. 256
- Not Cool : The Hipster Elite and Their War on You, New York, Crown Forum, 2014, 257 p. (ISBN 978-0-8041-3853-6, lire en ligne), p. 272
- How To Be Right: The Art of Being Persuasively Correct. New York: Crown Forum. 2015.   (ISBN 978-1101903629).
- The Gutfeld Monologues. 2018